# Kagrra,
Kagrra, (jap. カグラ kagura) – japoński zespół rockowy, powstały w 1998 roku w Tokio. Pierwotnie zespół nazywał się CROW i miał „siostrzaną grupę” Lar~Mia. Obie grupy należały do wytwórni muzycznej Key Party. Dopiero po przejściu do wytwórni PS Company w 1999 roku grupa zmieniła nazwę na Kagrra,.

## Dyskografia
Albumy i minialbumy
| Tytuł                        | Data wydania        | Wytwórnia    |
| ---------------------------- | ------------------- | ------------ |
| Nue (鵺)                     | 1 grudnia 2000      | PS Company   |
| Sakura (桜)                  | 3 marca 2001        | PS Company   |
| Irodori (彩)                 | 3 października 2001 | PS Company   |
| Kirameki (煌)                | 1 maja 2002         | PS Company   |
| Gozen                        | 11 grudnia 2002     | PS Company   |
| Ouka Ranman (桜花爛漫)       | 24 września 2003    | PS Company   |
| Miyako (京)                  | 3 marca 2004        | Columbia     |
| San (燦)                     | 20 lipca 2005       | Columbia     |
| Shizuku (雫)                 | 14 lutego 2007      | Columbia     |
| Core                         | 9 stycznia 2008     | King Records |
| Shu (珠)                     | 1 kwietnia 2009     | King Records |
| Hyakki Kenran (百鬼絢爛)     | 2 lutego 2011       | King Records |
| Kagrra Indies Best 2000-2003 | 29 czerwca 2011     | PS Company   |

Single
| Tytuł                                               | Data wydania         | Wytwórnia         |
| --------------------------------------------------- | -------------------- | ----------------- |
| Kotodama (恋綴魂)                                   | 21 czerwca 2000      | PS Company        |
| Genwaku no Joukei (幻惑の情景)                      | 27 kwietnia 2001     | PS Company        |
| Memai (眩暈)                                        | 26 maja 2001         | PS Company        |
| Kami Uta (神謌)                                     | 29 czerwca 2001      | PS Company        |
| Tsurezure Naru Mama Ni... (徒然なるままに、、、)    | 21 lipca 2001        | PS Company        |
| Yume Izuru Chi (夢イズル地)                         | 3 kwietnia 2002      | PS Company        |
| Iro ha Nihoheto (いろはにほへと)                    | 5 maja 2002          | PS Company        |
| Kakashi (案山子)                                    | 5 maja 2002          | PS Company        |
| Sakura Mai Chiru Ano Oka De (桜舞い散るあの丘で)    | 4 października 2002  | PS Company        |
| Kotodama (恋綴魂)                                   | 4 października 2002  | PS Company        |
| Haru Urara (春麗ら)                                 | 28 maja 2003         | PS Company        |
| Yotogi Banashi (夜伽噺)                             | 30 czerwca 2003      | PS Company        |
| Urei (愁)                                           | 1 stycznia 2004      | Columbia          |
| Rin (凛)                                            | 21 lipca 2004        | Columbia          |
| Omou (憶)                                           | 27 października 2004 | Columbia          |
| Sarasouju no Komoriuta (沙羅双樹の子護唄)           | 2 lutego 2005        | Columbia          |
| Genei no Katachi (幻影の貌)                         | 2 lutego 2005        | Columbia          |
| Chikai no Tsuki (誓ノ月)                            | 1 lutego 2006        | Columbia          |
| Utakata (うたかた)                                  | 22 listopada 2006    | Columbia          |
| Uzu (渦)                                            | 10 września 2008     | Columbia          |
| Shiki (四季)                                        | 21 października 2009 | King Records      |
| Tsuki ni Murakumo Hana ni Ame (月に斑雲 紫陽花に雨) | 16 czerwca 2010      | Peace&Smile Music |
| Shiroi Uso (白ゐ嘘)                                 | 11 sierpnia 2010     | Peace&Smile Music |

## Wideografia
| Tytuł                                                              | Dara wydania      | Wytwórnia  | Medium |
| ------------------------------------------------------------------ | ----------------- | ---------- | ------ |
| Kagura-fuu Unroku (神楽風雲録)                                     | 3 marca 2002      | PS Company | VHS    |
| Yume Izuru Chi (夢イズル地)                                        | 16 czerwca 2002   | PS Company | VHS    |
| Hisai (秘祭)                                                       | 19 listopada 2003 | PS Company | DVD    |
| Kaika Sengen Ouka Ranman (～開花宣言～「桜花爛漫」)                | 7 kwietnia 2004   | PS Company | DVD    |
| Miyako Inishie no Tobira ga Ima (京～古の扉が今、、、～)           | 21 czerwca 2004   | Columbia   | DVD    |
| Sara Natsukashi no Rakuen (沙羅～懐かしの楽園～)                   | 3 sierpnia 2005   | Columbia   | DVD    |
| Unsanmusyo (雲燦霧消)                                              | 30 września 2005  | Columbia   | DVD    |
| Kiseki~ni (鬼跡～弐)                                               | 27 września 2006  | Columbia   | DVD    |
| Shuen – Sakura Maichiru Ano Oka de... (終焉～桜舞い散るあの丘で～) | 3 marca 2011      | PS Company | DVD    |